# Elyess Dao
Elyess Dao (Toulouse, 20 november 2006) is een Marokkaans-Frans voetballer die sinds februari 2025 uitkomt voor RSC Anderlecht.

## Clubcarrière
Dao genoot zijn jeugdopleiding bij Toulouse FC. In juli 2024 stapte hij over naar Amiens SC, waar de toen zeventienjarige aanvaller een profcontract tot medio 2027 ondertekende. Op 16 augustus 2024 maakte hij zijn profdebuut: op de openingsspeeldag van de Ligue 2 liet trainer Omar Daf hem invallen in de 3-0-zege tegen Red Star FC invallen in de blessuretijd. Bij de jaarwisseling zat Dao aan negen invalbeurten in de Ligue 2. Zijn eerste basisplaats kreeg hij op 16 november 2024 in de bekerwedstrijd tegen FC Fleury 91 (1-1, winst na strafschoppen), waarin hij meteen zijn doelpuntenrekening voor Amiens opende. Ook in de daaropvolgende bekerronde deed Dao de netten trillen, ditmaal tegen Calais Beau Marais.
Dao bleef uiteindelijk geen volledig seizoen bij Amiens, want in februari 2025 ondertekende hij een contract tot medio 2029 bij de Belgische recordkampioen RSC Anderlecht.

## Clubstatistieken
| Seizoen         | Club            | Land               | Competitie             | Competitie | Competitie | Beker | Beker | Supercup | Supercup | Europees | Europees | Totaal | Totaal |
| Seizoen         | Club            | Land               | Competitie             | Wed.       | Dlp.       | Wed.  | Dlp.  | Wed.     | Dlp.     | Wed.     | Dlp.     | Wed.   | Dlp.   |
| --------------- | --------------- | ------------------ | ---------------------- | ---------- | ---------- | ----- | ----- | -------- | -------- | -------- | -------- | ------ | ------ |
| 2023/24         | Toulouse FC B   | Vlag van Frankrijk | Championnat National 2 | 1          | 0          | —     | —     | —        | —        | —        | —        | 1      | 0      |
| 2024/25         | Amiens SC       | Vlag van Frankrijk | Ligue 2                | 14         | 0          | 3     | 2     | —        | —        | —        | —        | 17     | 2      |
| 2024/25         | RSC Anderlecht  | Vlag van België    | Eerste klasse A        | 0          | 0          | 0     | 0     | —        | —        | 0        | 0        | 0      | 0      |
| Carrière totaal | Carrière totaal | Carrière totaal    | Carrière totaal        | 15         | 0          | 3     | 2     | 0        | 0        | 0        | 0        | 18     | 2      |

Bijgewerkt op 3 februari 2025.

## Privé
- Dao is de zoon van voormalig profvoetballer Issoumaïla Dao.[5]

3 Hey ·
4 Simić ·
5 N'Diaye ·
6 Augustinsson ·
7 Amuzu ·
10 Verschaeren ·
11 Hazard ·
12 Dolberg ·
14 Vertonghen ·
16 Kikkenborg ·
17 Leoni ·
18 Ashimeru ·
19 Angulo ·
20 Vázquez ·
21 Huerta ·
23 Rits ·
25 Foket ·
26 Coosemans ·
27 Edozie ·
29 Stroeykens ·
34 Adryelson ·
43 Dendoncker ·
42 Sardella ·
42 Goto ·
55 Kana ·
63 Vanhoutte ·
Coach: Besnik Hasi
· Assistent-coach: Michaelsen
· Keeperstrainer: Merz